# Kabouterbeweging

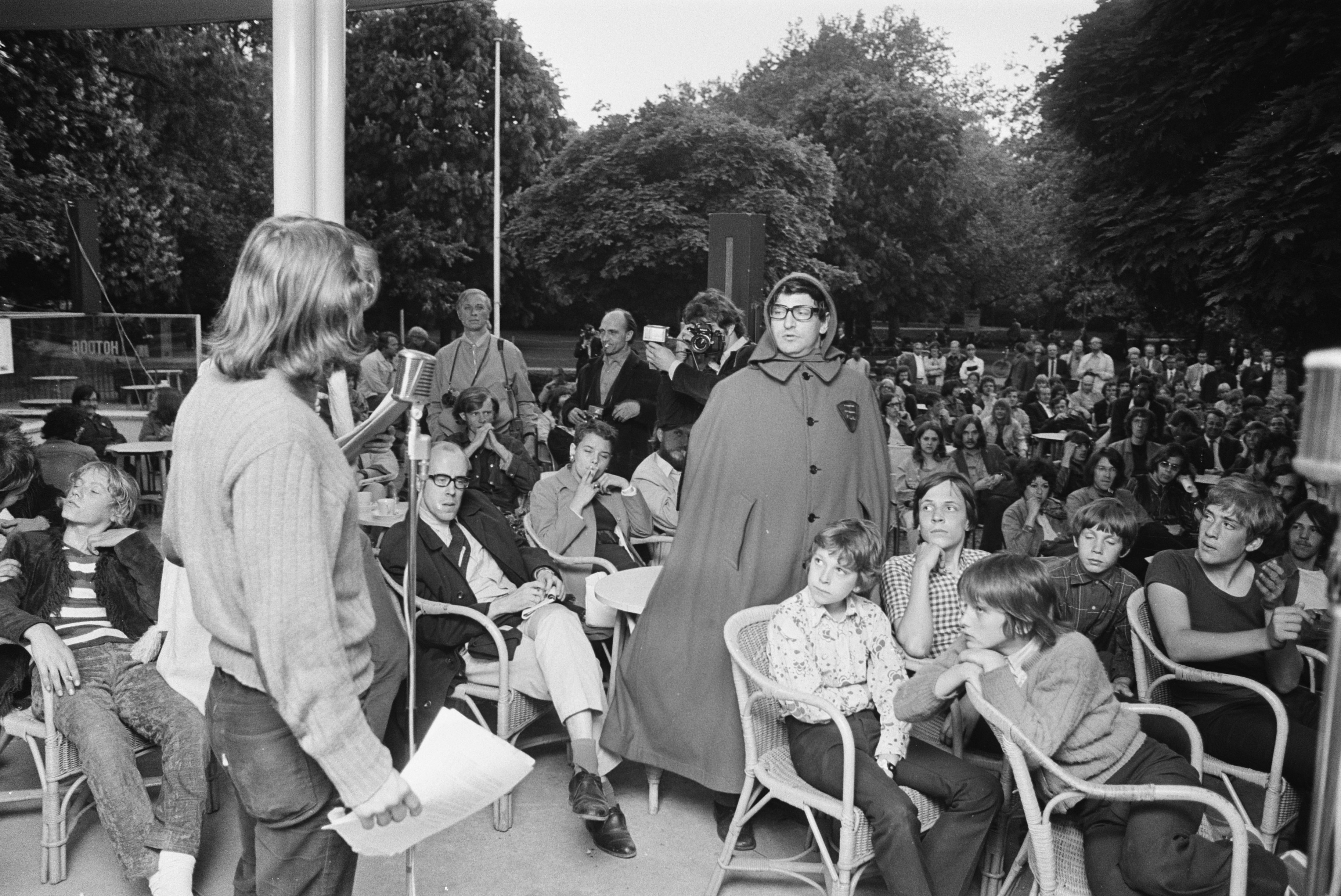
Kabouters vergaderen in het Vondelpark (4 juni 1970).

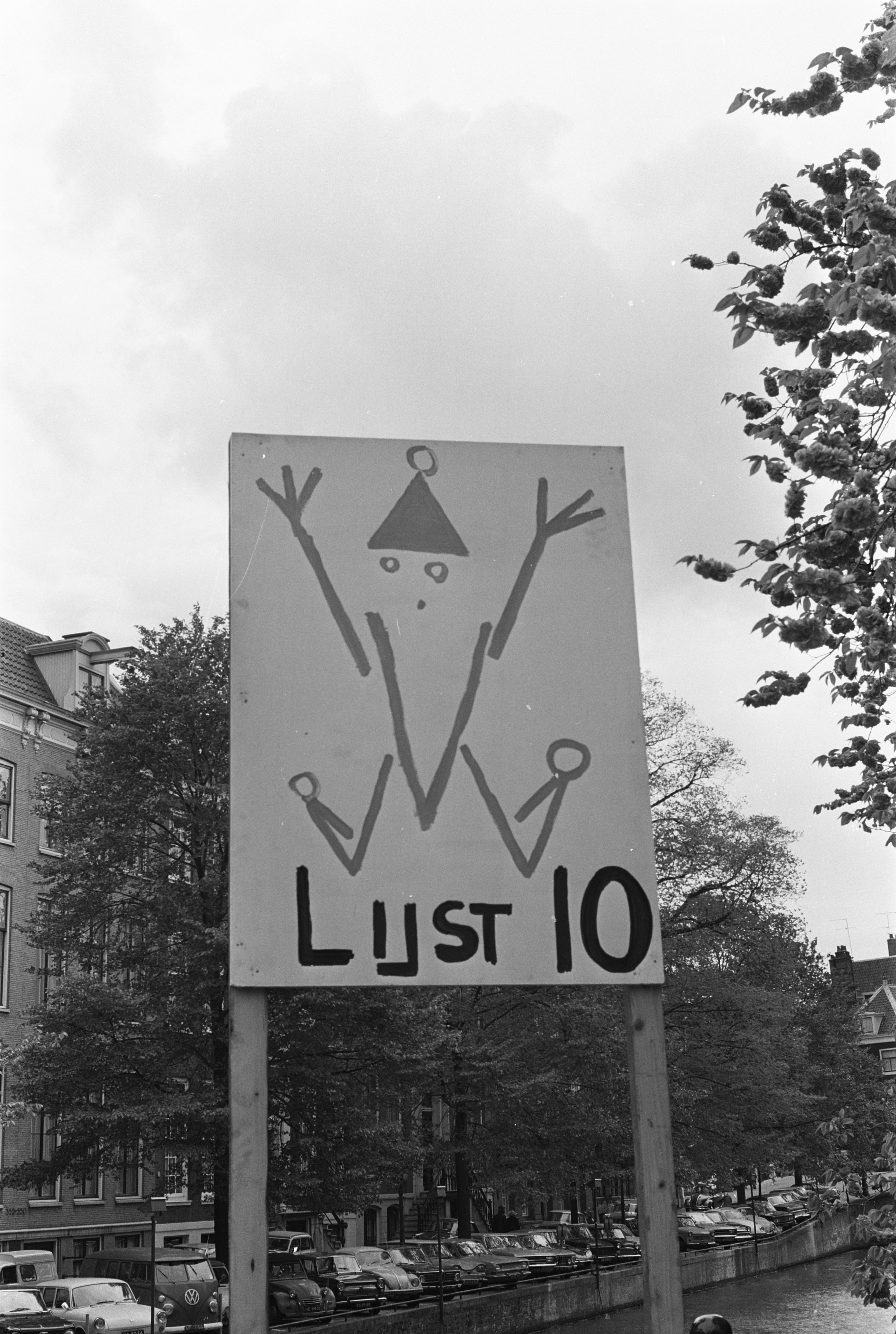
Verkiezingsbord voor de Kabouterpartij in Amsterdam in 1970

De Kabouterbeweging was een ludieke Nederlandse en Belgische protestbeweging en lokale politieke partij uit de periode 1969-1974 rond ex-provo's Roel van Duijn en Robert Jasper Grootveld. De kritiek van de beweging richtte zich op zaken als consumentisme, woningnood en aantasting van natuur en milieu. 
Evenals bij de provobeweging met haar artistieke happenings werden door de Kabouters vele onderwerpen en gezagsondermijnende activiteiten zogezegd "ludiek" benaderd en aan de orde gesteld, d.w.z. opzettelijk op een onconventionele goedaardig-cynische wijze die nogal eens de brave en aldoor serieuze burgerij tegen de haren streek.
De beweging richtte op 5 februari 1970 op de Dam de zogeheten Oranjevrijstaat op, met onder meer een Volksuniversiteit voor Sabotage en als volkslied De uil zat in de olmen. Daarbij werd een Oranjeboompje geplant, als symbool voor de alternatieve maatschappij die de beweging voorstond. Aansluitend was er een bijeenkomst in het Amsterdamse centrum Akhnaton. De grenzen van deze staat vielen samen met die van Nederland. De Oranjevrijstaat kreeg een eigen (schaduw)regering compleet met departementen die zich bezighielden met kraakpanden, winkels voor tweedehandsgoederen en biologische voedingswinkels. Tijdschrift Aloha gaf eenmalig de Staatscourant der Oranje Vrijstaat uit, een krantje 'in dienst van de Kabouters'. Op 3 juni 1970 namen de Kabouters onder leiding van Roel van Duijn met de partij Amsterdam-Kabouterstad deel aan de Amsterdamse gemeenteraadsverkiezingen en werd met vijf zetels de vierde partij in de raad. De fractie viel op door ludieke acties, zoals het roken van wiet tijdens raadsvergaderingen en een nieuwe, "fonetiese" spelling, maar viel uiteindelijk door interne conflicten uiteen.
Toen de Kabouters in 1970 na hun succes bij de gemeenteraadsverkiezingen in Amsterdam een wethouder konden leveren, leidde dat op hun overwinningsvergadering meteen al tot vruchteloze ellenlange discussies, waarop waarnemers opmerkten dat de besluitvorming "in de nieuwe democratie van de Oranje Vrijstaat" weliswaar boeiend was, maar tevens weinig hoopvol.
Het kwam door interne verdeeldheid niet tot een deelname aan de Tweede Kamerverkiezingen. In februari 1971 werd op een congres van de beweging wel geopperd de hevig omstreden Friedrich Weinreb, die zelf met de beweging of "partij" niets van doen had, op de kandidatenlijst te zetten voor de volgende Tweede Kamerverkiezingen (waaraan de voorgestelde deelname overigens echter geen doorgang zou vinden) De Kabouters namen in enkele kieskringen nog wel deel aan de Tweede Kamerverkiezingen 1971, maar daarna stierf de beweging een stille dood. Ex-Kabouters, onder wie Roel van Duijn, werden in de jaren 80 actief in de partij De Groenen.
In België was de Kabouterbeweging zeer actief in Mechelen, waar Provo en kunstenaar Frans Croes (alias Paps Kabouter) hun voorman was. In 1970 namen de Kabouters er met hun Nieuwe Partij en de leuze 'Louter Kabouter' deel aan de gemeenteraadsverkiezingen, maar slaagden er niet in een zetel in de wacht te slepen. Het symbool van de Mechelse kabouters waren de roze handjes, die op allerlei symbolen van de burgermaatschappij in de stad gekleefd werden.  